# Метскюласька сільська рада (Сууре-Яаніський район)
Ме́тскюласька сільська рада (ест. Metsküla külanõukogu, рос. Метскюлаский сельский совет) — сільська рада в Естонській РСР, адміністративно-територіальна одиниця в складі повіту Вільяндімаа (1945—1950) та Сууре-Яаніського району (1950—1954).

## Населені пункти
Сільській раді підпорядковувалися села: Іваскі (Ivaski), Леммакинну (Lemmakõnnu), Мянніку (Männiku), Метскюла (Metsküla), Палітсе (Palitse).

## Історія
13 вересня 1945 року на території волості Вастемийза у Вільяндіському повіті утворена Метскюласька сільська рада з центром у селі Палітсе.
26 вересня 1950 року, після скасування в Естонській РСР повітового та волосного поділу, сільська рада ввійшла до складу новоутвореного Сууре-Яаніського сільського району.
17 червня 1954 року в процесі укрупнення сільських рад Естонської РСР Метскюласька сільська рада ліквідована, а її територія склала південну частину Вастемийзаської сільської ради.